# Han Ga-in
Han Ga-in (née Kim Hyun-joo), née le 2 février 1982 à Séoul, est une actrice sud-coréenne. Elle joue dans les séries télévisées Yellow Handkerchief et Terms of Endearment au début de sa carrière, puis devient modèle pour les publicités. Ses projets en 2012 connaissent un énorme succès, avec le drame d'époque Moon Embracing the Sun en tête du classement des audiences télévisées, et le film Architecture 101 qui devient un succès au box-office.

## Biographie

### Jeunesse
Han Ga-in fréquente l'école primaire Gusan de Séoul (en coréen: 서울구산초등학교), puis le Collège Sunjung (en coréen: 선정중학교), et le lycée pour filles de Baehwa (en coréen: 배화여자고등학교). Elle excelle sur le plan académique et obtient 384 points sur 400 points au suneung,. Le 22 décembre 2000, alors qu'elle fréquente le lycée, Han Ga-in participe à l'émission de quiz de KBS1 Challenge Golden Bell et atteint la 34e épreuve. Elle étudie la gestion hôtelière à l'Université Kyung Hee. Lorsqu'elle commence sa carrière dans l'industrie du divertissement, elle a poursuit ses études à temps partiel et obtient son diplôme en 2007.

### Carrière
Alors qu'elle est élève dans le secondaire, Han Ga-in apparaît dans l'émission télévisée de KBS intitulée The Golden Bell Challenge (en coréen: 도전! 골든벨),, et participe à des interviews avec d'autres étudiants. Les dirigeants du programme la repèrent et se rendent immédiatement à son école pour lui offrir un rôle. Elle décide d'utiliser son nom de scène actuel car elle partage son nom de naissance avec une autre actrice qui a fait ses débuts avant elle.
Han Ga-in fait ses débuts dans une publicité d'Asiana Airlines en 2002 et est choisie pour le drame de KBS2 Sunshine Hunting. Elle apparaît ensuite dans le drame quotidien populaire Yellow Handkerchief et fait ses débuts sur grand écran dans Once Upon a Time in High School. En 2004, elle joue le rôle principal dans Terms of Endearment et remporte un prix d'excellence aux KBS Drama Awards,.
En 2005, Han Ga-in joue dans Super Rookie, une satire sur la culture d'entreprise coréenne et le chômage parmi la jeune génération du pays. Le programme possède une solide audience de l'ordre de 20% et permet à l'actrice de remporter le prix d'excellence aux MBC Drama Awards. Le drame est également bien accueilli par les téléspectateurs japonais et contribue à la popularité de Han Ga-in dans ce pays. Elle joue ensuite les rôles principaux dans Dr. Kkang et Witch Yoo Hee. Dans ce dernier drame, l'actrice arbore une coupe au carré alors qu'elle interprète une femme de carrière qui se soucie de son apparence et de son travail plutôt que de ses relations.
Après la fin de Witch Yoo Hee en 2007, Han Ga-in critique publiquement le réalisateur et les scénaristes pour la mauvaise qualité du drame. Elle fait ensuite une pause de trois ans, jouant simplement dans des publicités. Alors qu'elle devient rapidement l'un des visages les plus recherchés de l'industrie de la publicité télévisée, Han Ga-in a du mal à surmonter son image de joli visage plutôt que d'actrice sérieuse, ayant principalement joué des stéréotypes de personnages. Principalement classée comme une "star des publicités télévisées", l'actrice veut changer cette idée fausse avec son retour en 2010. Dans Bad Guy, elle tente de transformer son image de fille pure et innocente en une femme matérialiste qui rêve de gravir les échelons sociaux aux dépens des autres,.
2012 est l'année la plus réussie de la carrière de Han Ga-in. Elle joue d'abord dans un drame d'époque, Moon Embracing the Sun, dans lequel elle interprète l'héroïne, une noble amnésique devenue chamane. Le drame se classe non seulement numéro un dans sa tranche horaire tout au long de sa diffusion, mais atteint un pic d'audience enregistré de 42,2%, gagnant ainsi le statut de "drame national". Elle joue ensuite un rôle de premier plan dans le film romantique Architecture 101, qui reçoit des critiques élogieuses et établit un nouveau record au box-office en tant que mélodrame coréen le plus rentable,,.
Han Ga-in travaille avec J. One Plus Entertainment de 2009 à 2011,,, à l'expiration de son contrat, elle signe avec l'agence de Lee Byung-hun, BH Entertainment, en décembre 2012.
En 2018, Han Gai-in revient sur le petit écran après six ans d'absence avec le thriller Mistress,.
En février 2022, 4 ans après Mistress, l'actrice revient à la télévision en tant qu'animatrice du talk-show SBS Circle House, qui marque sa première apparition dans une émission de variétés depuis ses débuts. En avril 2022, elle fait une apparition dans l'émission de télé-réalité de KBS2 2 Days & 1 Night, dans laquelle son mari Yeon Jung-hoon fait partie du casting,.

## Vie privée

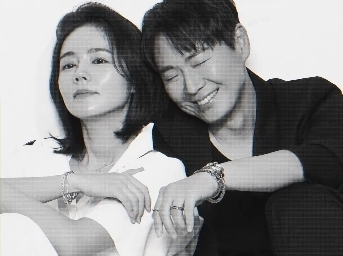
Han avec son mari Yeon Jung-hoon pour une séance photo mode en 2024

Han Gai-in épouse l'acteur Yeon Jung-hoon le 26 avril 2005. Ils se rencontrent pour la première fois alors qu'ils jouent tous les deux dans le drame quotidien Yellow Handkerchief en 2003,,. Leur mariage attire beaucoup l'attention des médias en raison de la rareté des actrices se mariant au début de la vingtaine, au sommet de leur carrière,. Han Gai-in fait une fausse couche en 2014,,,, et donne ensuite naissance à une fille le 13 avril 2016. Le 13 mai 2019, elle donne naissance à un fils,.

## Filmographie

### Films
| Année | Titre                           | Rôle          |
| ----- | ------------------------------- | ------------- |
| 2004  | Once Upon a Time in High School | Eun-joo       |
| 2012  | Architecture 101                | Yang Seo-yeon |

### Séries télévisées
| Année | Titre                  | Rôle               |
| ----- | ---------------------- | ------------------ |
| 2002  | Sunshine Hunting       | Joo-Young          |
| 2003  | Yellow Handkerchief    | Jo Sun-joo         |
| 2004  | Terms of Endearment    | Kang Eun-pah       |
| 2005  | Super Rookie           | Lee Mi-ok          |
| 2006  | Dr. Kkang              | Kim Yoo-na         |
| 2007  | Witch Yoo Hee          | Ma Yoo-hee         |
| 2010  | Bad Guy                | Moon Jae-in        |
| 2012  | Moon Embracing the Sun | Heo Yeon-woo / Wol |
| 2018  | Mistress               | Jang Se-yeon       |

### Émissions de télévision
| Année | Titre                                      | Rôle    | Observations                                               | Références |
| ----- | ------------------------------------------ | ------- | ---------------------------------------------------------- | ---------- |
| 2003  | Comedy Town                                |         |                                                            |            |
| 2003  | Entertainment Weekly                       | Invitée |                                                            |            |
| 2022  | Circle House                               | Invitée | avec Oh Eun-young, Lee Seung-gi, Noh Hong-chul et Lee Jung | ,          |
| 2022  | Sing for Gold                              | Manager | avec Lee Mu-jin                                            | [ 42 ]     |
| 2022  | Greek Roman Myths-Private Life of the Gods | Invitée |                                                            | [ 43 ]     |
| 2022  | Day Without Hands                          | Invitée | avec Shin Dong-yup                                         | [ 44 ]     |

### Radio shows
| Année | Titre                    | Rôle | Observations | Références |
| ----- | ------------------------ | ---- | ------------ | ---------- |
| 2022  | Park So-hyun's Love Game | DJ   | 4 avril 2022 | [ 45 ]     |

### Apparitions dans des clips musicaux
| Année | Chanson              | Artiste       |
| ----- | -------------------- | ------------- |
| 2005  | Only Wind, Only Wind | SG Wannabe    |
| 2012  | Yeosu Night Sea      | Busker Busker |

## Récompenses
| Année | Récompense                          | Catégorie                                       | Production                      | Résultat   |
| ----- | ----------------------------------- | ----------------------------------------------- | ------------------------------- | ---------- |
| 2003  | KBS Drama Awards                    | Meilleure nouvelle actrice                      | Yellow Handkerchief             | Lauréat    |
| 2004  | 40e Baeksang Arts Awards            | Actrice la plus populaire (Film)                | Once Upon a Time in High School | Lauréat    |
| 2004  | 25e Blue Dragon Film Awards         | Meilleure nouvelle actrice                      | Once Upon a Time in High School | Nomination |
| 2004  | 3e Korean Film Awards               | Meilleure nouvelle actrice                      | Once Upon a Time in High School | Nomination |
| 2004  | KBS Drama Awards                    | Prix d'excellence (Actrice)                     | Terms of Endearment             | Lauréat    |
| 2004  | KBS Drama Awards                    | Prix du meilleur couple avec Song Il-gook       | Terms of Endearment             | Lauréat    |
| 2005  | MBC Drama Awards                    | Prix d'excellence (Actrice)                     | Super Rookie                    | Lauréat    |
| 2005  | MBC Drama Awards                    | Prix du meilleur couple avec Eric Mun           | Super Rookie                    | Nomination |
| 2005  | MBC Drama Awards                    | Prix de popularité (Actrice)                    | Super Rookie                    | Nomination |
| 2012  | 7e Seoul International Drama Awards | Actrice coréenne exceptionnelle                 | Moon Embracing the Sun          | Nomination |
| 2012  | 1er K-Drama Star Awards             | Prix d'excellence (Actrice)                     | Moon Embracing the Sun          | Nomination |
| 2012  | MBC Drama Awards                    | Prix d'excellence (Actrice dans une mini-série) | Moon Embracing the Sun          | Lauréat    |
| 2012  | MBC Drama Awards                    | Prix du meilleur couple avec Kim Soo-hyun       | Moon Embracing the Sun          | Nomination |
| 2012  | MBC Drama Awards                    | Prix de popularité (Actrice)                    | Moon Embracing the Sun          | Nomination |